# Symplectomorphisme
En géométrie symplectique, un symplectomorphisme est un isomorphisme de variétés symplectiques.

## Définitions
Soient {\displaystyle (M,\omega )} et {\displaystyle (N,\eta )} deux variétés symplectiques.
Une application différentiable {\displaystyle f:(M,\omega )\rightarrow (N,\eta )} est appelée morphisme symplectique lorsque, pour tout {\displaystyle x\in M}, la différentielle {\displaystyle df(x):T_{x}M\rightarrow T_{f(x)}N} est une isométrie linéaire entre espaces vectoriels symplectiques. Autrement dit :
Si {\displaystyle \eta =\omega }, comme {\displaystyle \omega } est non dégénérée, les différentielles {\displaystyle df(x)} sont des isomorphismes linéaires, et de fait, par le théorème d'inversion locale, {\displaystyle f} est un difféomorphisme local.
Lorsque {\displaystyle f} est de plus un difféomorphisme (global), {\displaystyle f} est appelé un symplectomorphisme.

## Exemples
- Les translations de {\displaystyle \mathbb {R} ^{2n}} sont des symplectomorphismes.
- Les difféomorphismes hamiltoniens sont des symplectomorphismes.

Remarque : si {\displaystyle \pi :P\rightarrow M} est un revêtement et {\displaystyle \omega } une forme symplectique sur {\displaystyle M}, il existe une unique forme symplectique {\displaystyle \eta } sur {\displaystyle P} telle que {\displaystyle \pi } soit un morphisme symplectique.

## Groupe des symplectomorphismes
Le groupe des symplectomorphismes d'une variété symplectique {\displaystyle (M,\omega )}, noté {\displaystyle Symp(M,\omega )}, dénote l'ensemble des symplectomorphismes ou difféomorphismes symplectiques de {\displaystyle (M,\omega )}, muni de la loi de composition.

### Propriétés algébriques
Le groupe des symplectomorphismes n'est pas un sous-groupe normal du groupe {\displaystyle Diff(M)} des difféomorphismes de {\displaystyle M}.
Si f est un difféomorphisme de la variété M, la conjugaison par f envoie bijectivement les symplectomorphismes de {\displaystyle (M,\omega )} sur ceux de {\displaystyle (M,f^{*}\omega )} :
{\displaystyle f.Symp(M,\omega ).f^{-1}=Symp(M,f^{*}\omega )}
En particulier, la conjugaison par un difféomorphisme f préserve le sous-groupe {\displaystyle Symp(M,\omega )} si et seulement si f est un symplectomorphisme.

### Topologie
Dans le groupe {\displaystyle Diff(M,\omega )} des difféomorphismes muni de la topologie {\displaystyle C^{\infty }}, le sous-groupe des symplectomorphismes est fermé. Accessoirement, le groupe des difféomorphismes peut en toute légitimité être vu comme un groupe de Lie de dimension infinie. Plus précisément, l'espace tangent en l'application identité est l'espace de Fréchet {\displaystyle X(M)} des champs de vecteurs de classe {\displaystyle C^{\infty }} sur M.
Le groupe des symplectomorphismes est un sous-groupe fermé pour la topologie {\displaystyle C^{0}} du groupe des homéomorphismes de la variété M. Une preuve repose sur l'utilisation des capacités symplectiques.